# 萧山银泰
萧山银泰是位于杭州萧山区南部的新塘街道通惠南路与南秀路交叉口东南侧的一家银泰百货，2021年12月26日开业，为萧山南部首家大型商场。有地上6层、地下3层，总面积12.5万平米。由金帝集团与银泰商业集团联合打造。

## 简介
商场内共有超过340家品牌入驻，主要包括横店巨幕影院、melandclub（室内亲子乐园）、盒马鲜生、星际传奇、皮爷咖啡、LAVAZZA拉瓦萨咖啡、泸溪河、和府小面小酒、TACO BELL、木子木水、小米之家、“答案有限Answer Limited”（潮流集合店、全国首店）、IncollecTion（零售潮包集合店）、西有（银泰自营名品集合店）等。

## 图集
- 萧山银泰外观夜景
- 萧山银泰
- 萧山银泰
- 萧山银泰
- 萧山银泰